# Seznam italijanskih hokejistov na ledu
Seznam italijanskih hokejistov na ledu.

## A
- Raphael Andergassen
- Luca Ansoldi

## B
- Rene Baur
- Andreas Bernard
- Anton Bernard
- Giorgio de Bettin
- Christian Borgatello
- Giuseppe Busillo
- Paolo Bustero

## C
- Enrico Chelodi
- Jason Cirone
- Frederic Cloutier

## E
- Alexander Egger

## F
- Luva Felicetti
- Nicola Fontanive
- Daniel Frank
- Luca Frigo

## G
- Markus Gander
- Daniel Glira
- Tommaso Goi

## H
- Armin Helfer
- Armin Hofer

## I
- Marco Insam
- Anthony Iob

## K
- Diego Kostner
- Simon Kostner

## L
- Alex Lambacher
- Thomas Larkin
- Carlo Lorenzi

## M
- Michele Marchetti
- Stefano Marchetti
- Stefano Margoni
- Enrico Miglioranzi
- Andrea Molteni
- Giovanni Morini
- Jason Muzzatti

## P
- John Parco

## R
- Florian Ramoser
- Roland Ramoser

## S
- Giulio Scandella
- Michele Strazzabosco

## T
- Manuel de Toni
- Thomas Tragust
- Tommaso Traversa
- Carter Trevisani

## V
- Gianluca Vallini

## Z
- Luca Zanatta